# Bäsch
Bäsch ist der einzige Ortsbezirk der Ortsgemeinde Thalfang in der gleichnamigen Verbandsgemeinde im Landkreis Bernkastel-Wittlich von Rheinland-Pfalz.

## Geographie
Der Ort liegt im Hunsrück westlich seines höchsten Gipfels, des Erbeskopfs.
Zum Ortsbezirk Bäsch gehören auch die Wohnplätze Eichelhof, Forsthaus Deuselbach und Bahnhof Thalfang (bis 2020).
Nachbarorte sind der unmittelbar benachbarte Hauptort Thalfang im Nordwesten, Immert im Norden, Deuselbach im Osten und Hilscheid im Süden.

## Geschichte
Bäsch wurde erstmals 1363 urkundlich erwähnt, das Dorf gehörte zur Mark Thalfang. Im Bereich seiner Gemarkung fanden sich allerdings Siedlungsspuren, die bis ins erste vorchristliche Jahrhundert und damit in die Zeit der keltischen Treverer zurückreichen. Im Jahr 1899 wurden Reste eines Tempelbezirks gefunden, der von den Römern übernommen, erweitert und seine Blütezeit etwa in den Jahren 300 bis 400 hatte. Im Zuge der Christianisierung im 5. Jahrhundert wurde er zerstört.
Das Linke Rheinufer wurde 1794 im ersten Koalitionskrieg von französischen Revolutionstruppen besetzt. Von 1798 bis 1814 war Bäsch ein Teil der Französischen Republik (bis 1804) und anschließend des Napoleonischen Kaiserreichs, zugehörig dem Saardepartement, Arrondissement Birkenfeld, Kanton Hermeskeil und verwaltet von der Mairie Thalfang. Auf dem Wiener Kongress (1815) kam die gesamte Region nach der Niederlage Napoleons an das Königreich Preußen, der Ort wurde 1816 dem Regierungsbezirk Trier, Kreis Bernkastel und der Bürgermeisterei Thalfang (ab 1928 Amt Thalfang, ab 1968 Verbandsgemeinde Thalfang) zugeordnet.
Nach dem Ersten Weltkrieg gehörte das gesamte Gebiet zum französischen Teil der Alliierten Rheinlandbesetzung. Nach dem Zweiten Weltkrieg wurde Bäsch innerhalb der französischen Besatzungszone Teil des damals neu gebildeten Landes Rheinland-Pfalz.
Am 7. Juni 1969 wurde die bis dahin eigenständige Ortsgemeinde Bäsch mit zu diesem Zeitpunkt 347 Einwohnern nach Thalfang eingemeindet.
In den letzten beiden Jahrzehnten hat sich Bäsch stark verändert. Zwei Neubaugebiete wurden erschlossen, und die ehemalige Schule zum Bürgerhaus umgebaut.

## Politik

### Ortsbezirk
Bäsch ist gemäß Hauptsatzung der einzige Ortsbezirk der Ortsgemeinde Thalfang. Er wird politisch von einem Ortsbeirat und einem Ortsvorsteher vertreten.

### Ortsbeirat
Der Ortsbeirat von Bäsch besteht aus sieben Mitgliedern, die bei der Kommunalwahl am 9. Juni 2024 in einer personalisierten Verhältniswahl gewählt wurden, und dem ehrenamtlichen Ortsvorsteher als Vorsitzendem.
Die Sitzverteilung im Ortsbeirat:
| Wahl | SPD | CDU | FDP | TFL (*) | Gesamt  |
| ---- | --- | --- | --- | ------- | ------- |
| 2024 | 2   | 3   | –   | 2       | 7 Sitze |
| 2019 | 2   | 2   | 2   | 1       | 7 Sitze |
| 2014 | 3   | 1   | 2   | 1       | 7 Sitze |
| 2009 | 3   | 1   | 2   | 1       | 7 Sitze |
| 2004 | 3   | 2   | 1   | 1       | 7 Sitze |

### Ortsvorsteher
Werner Breit (FDP) wurde 2009 Ortsvorsteher von Bäsch. Bei der Direktwahl am 26. Mai 2019 wurde er mit einem Stimmenanteil von 76,50 % und am 9. Juni 2024 als einziger Bewerber mit 80,42 % jeweils für weitere fünf Jahre in seinem Amt bestätigt.
Breits Vorgänger als Ortsvorsteher war von 1989 bis 2009 der spätere Ortsbürgermeister Burkhard Graul (SPD).

### Wappen
| Wappen des Ortsbezirks Bäsch | Blasonierung: „Im von Grün und Blau durch einen nach rechts verschobenen und zweifach nach links ausgebogenen silbernen Stab gespaltenen Schild, vorn ein aus dem unteren Schildrand hervorkommender silberner Glockenturm mit schwarzem Dach, hinten über einem schräglinks gelegten goldenen Eichenblatt ein schräglinks gelegter bauchiger goldener Krug.“ |
| Wappen des Ortsbezirks Bäsch | Wappenbegründung: Bei dem Glockenturm in Bäsch handelt es sich um ein ortsbildprägendes Gebäude, das seit 1854 für Bäsch seine Glocke schlägt. Der Wasserkrug geht auf die archäologische Geschichte von Bäsch ein und symbolisiert zum einen die keltischen und römischen Funde aus der Kultstätte „Bäscher Tempelbezirk“ und zum anderen für die Wasserzisternen um Bäsch. Das Eichenblatt steht symbolisch für den Kaisergarten, eine Baumgruppe, die der damalige Männergesangsverein Deutsche Eiche Bäsch 1899 anpflanzte. Der Doppelbogen zwischen dem blauen und grünen Feld deutet den Anfangsbuchstaben B des Ortsbezirks an. Das Ortswappen wurde in Zusammenarbeit einer Arbeitsgruppe des Ortes mit dem Heraldiker Ismet Salahor aus Frankfurt gestaltet und beim HEROLD am 18. Juni 2019 in die Deutsche Ortswappenrolle unter der Nr. 75RP aufgenommen. |

## Kultur und Sehenswürdigkeiten
Östlich von Bäsch liegt der Krempertsbruch, ein Quellmoor, und beim Forsthaus Deuselbach steht eine Eichengruppe, die als Naturdenkmal ausgewiesen ist.

## Wirtschaft und Infrastruktur
Östlich von Bäsch führt die Hunsrückhöhenstraße (B 327) am Ort vorbei. Die durch den Ort verlaufende Kreisstraße 114 führt in nordwestliche Richtung nach Thalfang, in südliche nach Hilscheid. Im Ort zweigt die K 129 nach Osten ab und kreuzt die B 327. Als Landesstraße 164 führt sie am Deuselbach und am Erbeskopf vorbei.